# 云台花园站
云台花园站是广州地铁11号线的车站，位于中国广东省广州市越秀区广园中路与麓湖路交汇处的地底。车站于2024年12月28日启用。

## 车站結構

### 車站樓層
本站共有二层。地面为车站各出入口，周边为广园中路、麓湖路、云台花园以及其他建筑；地下一層為站廳层；地下二層為11號線月台。
另外，本站共设有两处卫生间，分别设于站台往沙河方向的一端，以及站厅非付费区靠近A出入口通道旁。
| 地下一层 | 站厅                       | 售票機、客服中心、商店、警务室、安检设施、卫生间 |  |  |
| 地下二层 | 1 站台                     | █11号线 外环方向（下站：大金钟路）               |  |  |
|          | 岛式站台（卫生间、母婴室） |                                                  |  |  |
|          | 2 站台                     | █11号线 内环方向（下站：沙河）                   |  |  |

### 站厅
云台花园站站厅設有自动售票機及智能客務中心。

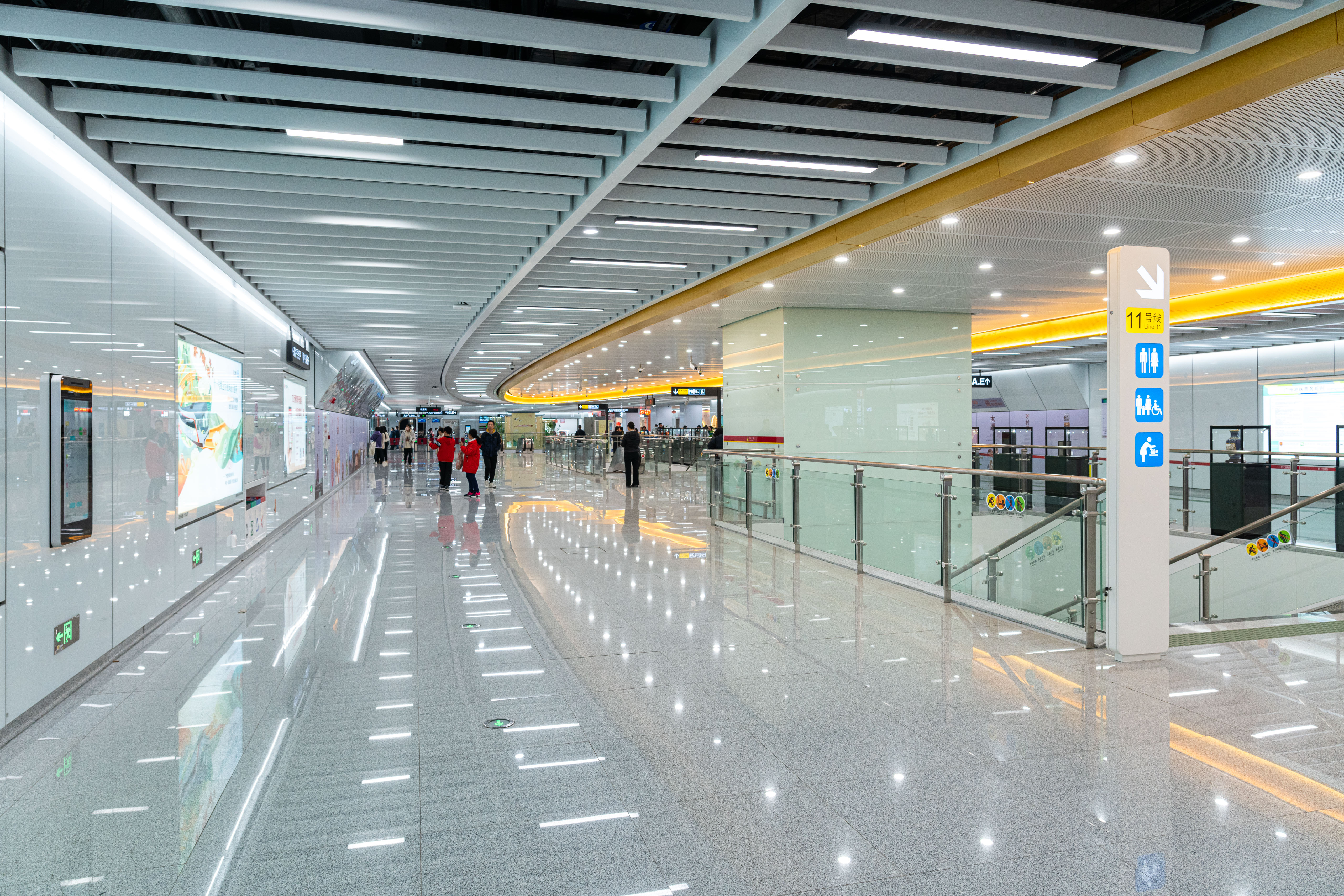
站厅

为方便行人进出，云台花园站站厅北侧划分为收费区，收费区内设有专用电梯、多条扶手电梯及楼梯方便乘客前往月台。

### 月台

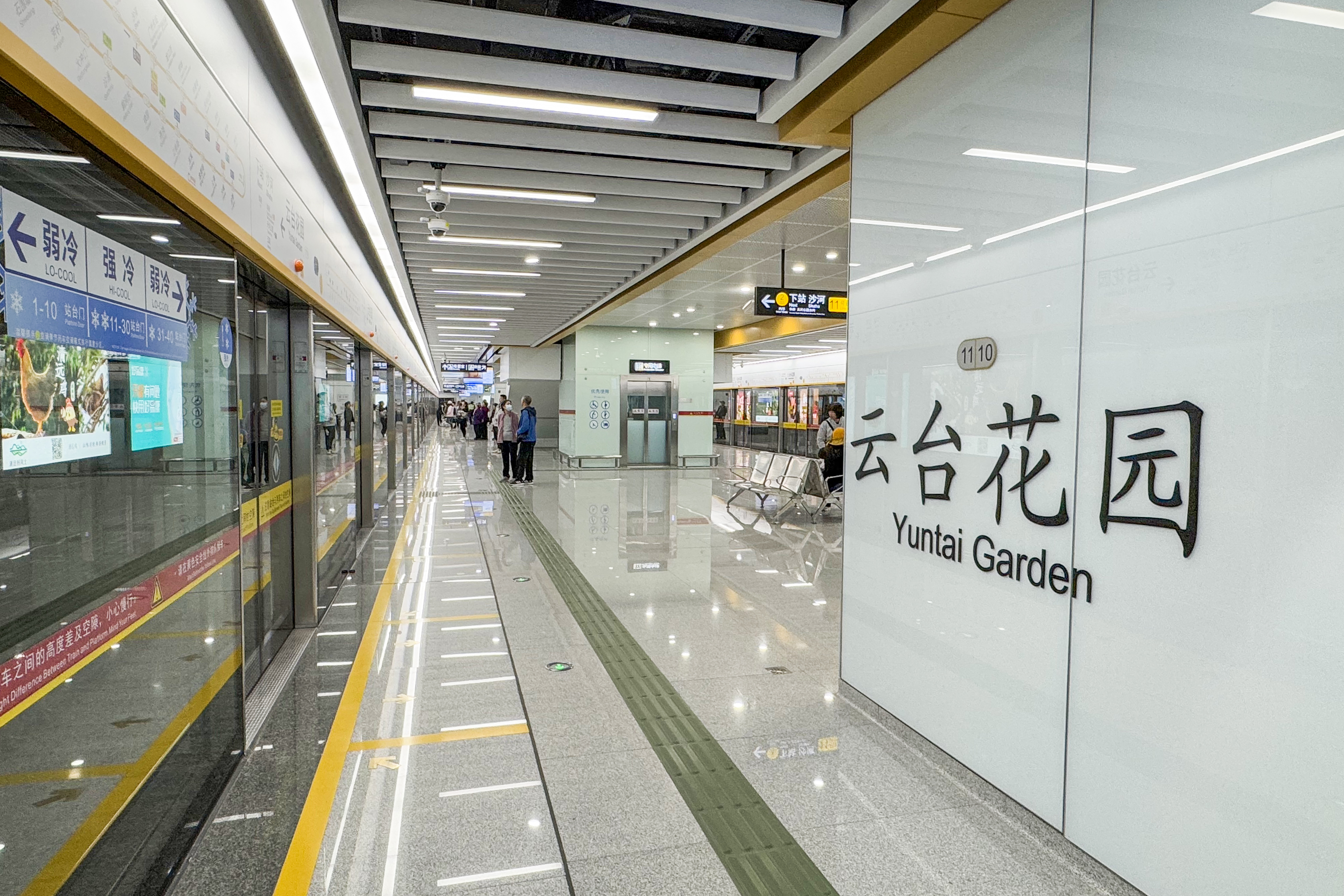
2号站台（11号线内环方向）

本站设有一个岛式月台，位于广园中路南侧的地底。本站的母婴室设于站台往大金钟路方向的一端。
另外，本站往大金钟路方向的一端设有一条双列位存车线。

### 出入口
云台花园站设有4个出入口供乘客进出，均配备扶手电梯，其中A出入口另外设置专用电梯。
|                                           |                                                       |      |          | |
| 编号                                      | 设施                                                  | 照片 | 出口指示 | 建议前往的目的地                                                                                             |
| A                                         | 盲道标志 · 升降机标志 · 无障碍通道标志 · 扶手电梯标志 |      | 广园中路 | 麓湖路、横枝岗路、云台花园、云萝植物园、白云山南门、益友（广园东）汽配城、云台花园公交车站（东行②、③号分站） |
| C1                                        | 盲道标志 · 扶手电梯标志                               |      | 广园中路 | 麓湖路、云台花园、云萝植物园、白云山南门、云台花园公交车站（东行①号分站）                                    |
| C2                                        | 盲道标志 · 扶手电梯标志                               |      | 广园中路 | 云山南路、云台花园、白云山索道、云萝植物园、白云山南门、云台花园公交车站（西行）                             |
| E                                         | 扶手电梯标志                                          |      | 麓湖路   | 麓湖公园、广州医科大学附属肿瘤医院、广州市胸科医院                                                           |
| 註： 設有 \| 設有 \| 設有 \| 設有扶手電梯 |                                                       |      |          | |

## 接驳交通
云台花园站周边有同名巴士站及巴士总站，方便乘客接驳巴士前往目的地。
| 编号 | 编号        | 线路           | 线路 | 线路                 | 收费 | 备注 |
| ---- | ----------- | -------------- | ---- | -------------------- | ---- | ---- |
|      | 24          | 大塘西（敦和） | ⇆    | 云台花园             | 2元  |      |
|      | 285         | 云台花园       | ⇆    | 花地大道南（鹅公村） | 3元  |      |
|      | B16         | 云台花园       | ⇆    | 黄埔体育中心         | 2元  |      |
|      | 旅游公交1线 | 中山八路       | ⇆    | 云台花园             | 2元  |      |

| 编号 | 编号                 | 线路                   | 线路 | 线路                 | 收费  | 备注                            |
| ---- | -------------------- | ---------------------- | ---- | -------------------- | ----- | ------------------------------- |
|      | 32                   | 黄石路                 | ⇆    | 华工大               | 2元   |                                 |
|      | 46                   | 罗冲围（松南路）       | ⇆    | 中科院化学所         | 2元   |                                 |
|      | 63                   | 锦城花园（东风东）     | ⇆    | 石槎路（金碧新城）   | 3元   |                                 |
|      | 175                  | 同德围（阳光花园）     | ⇆    | 广州火车东站         | 2元   |                                 |
|      | 179                  | 上步                   | ⇆    | 白云山制药厂         | 2元   |                                 |
|      | 199                  | 齊富路                 | ⇆    | 水荫路               | 2元   |                                 |
|      | 210                  | 广州火车站（草暖公园） | ⇆    | 石化路               | 3元   |                                 |
|      | 223                  | 白云路                 | ⇆    | 白云花园             | 2元   |                                 |
|      | 241                  | 同德围（丽康居）       | ⇆    | 金湖雅苑             | 3元   |                                 |
|      | 245                  | 黄石东（白云尚城）     | ⇆    | 员村一横路           | 3元   |                                 |
|      | 285                  | 云台花园               | ⇆    | 花地大道南（鹅公村） | 3元   |                                 |
|      | 298                  | 夏茅                   | ⇆    | 华景新城             | 2元   |                                 |
|      | 540                  | 員村一横路             | ⇆    | 黃石路               | 2–3元 |                                 |
|      | 841                  | 广州火车东站           | ⇆    | 石井（滘心村）       | 3元   |                                 |
|      | B16                  | 云台花园               | ⇆    | 黄埔体育中心         | 2元   |                                 |
|      | B18                  | 永泰集贤路             | ⇆    | 匯彩路               | 2元   |                                 |
|      | B18快线              | 永泰路口               | ⇆    | 匯彩路               | 2元   | 仅限早晚高峰发班                |
|      | 大学城专线1大学城1线 | 广外                   | ⇆    | 大学城（广大）       | 3元   | 15分/班（寒暑假期间30–60分/班） |
|      | 夜35                 | 黃鶴路（市殘運中心）   | ⇆    | 員村一橫路           | 4元   |                                 |

| 编号 | 编号 | 线路               | 线路 | 线路               | 收费 | 备注 |
| ---- | ---- | ------------------ | ---- | ------------------ | ---- | ---- |
|      | 63   | 锦城花园（东风东） | ⇆    | 石槎路（金碧新城） | 3元  |      |
|      | 245  | 黄石东（白云尚城） | ⇆    | 员村一横路         | 3元  |      |

## 利用状况
本站为最靠近云台花园及白云山风景名胜区的地铁站，吸引了大量来往景区的游客。11号线开通初期，云台花园站是全线进站人数最高的车站。

## 历史

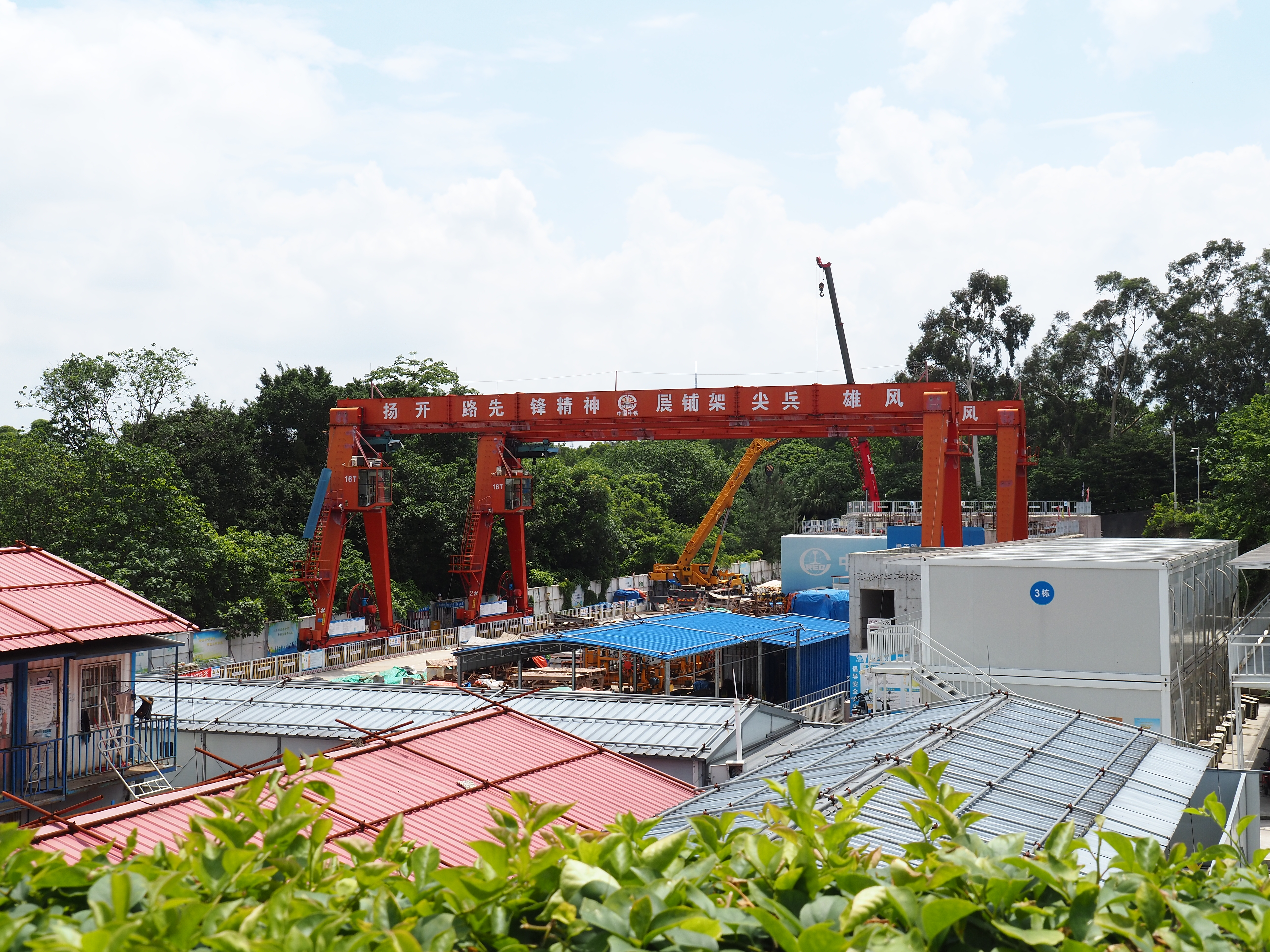
车站工地（2023年5月）

本站在2010年規劃中的11號線出现并最终落实设站，初期规划设置于云台花园正门处。11号线环评公示期间，因本站过于临近白云山，加上本站至大金钟路站区间需要穿越白云山，引发市民和环保团体的担忧。为减少地铁对白云山的影响，11號線在后续规划中将原白云山底区段向南调整到广园路底下穿越，本站位置亦从云台花园正门向南移150米至广园路地底。
车站于2017年3月5日进入实质性施工阶段，2018年11月12日完成连续墙施工。2019年11月28日，车站主体结构封顶，为11号线首座封顶车站。2024年7月3日，本站完成“三权”移交。
2024年12月28日，车站随11号线开通而启用。